# 조형 예술
조형 예술(plastic arts)은 점토, 왁스, 페인트, 연성 폴리머, 세라믹 등 각종 재료를 사용하여 입체감 있게 성형(molding)함으로써 공간의 형태적인 아름다움을 이루어 내는 예술을 통틀어 말하며 공간 예술ㆍ조형 미술이라고도 한다. 일정한 평면이나 공간에 예술적 형상을 창조하는 회화·조각·건축·공예 등도 넓은 의미로 조형 예술이다.

## 개요
공간적 병존관계의 동시성, 정지성, 공존성을 특색으로 하는 예술이다. 시간예술과 대립한다. 보통 조형예술로 일컬어지며 3차원적인 건축·조각과 2차원적 회화·평면장식으로 나뉜다. 그러나 조형예술 중에서 추상적인 공간이나 매스를 다루는 건축과 공예에만 국한하는 사람도 있다. 특히 협의적으로는 건축내부의 공간을 미적으로 조형하는 예술, 곧 실내장식을 의미한다.  공간예술은 재생을 필요로 하지 않는 재생 불요 예술, 완성의 예술이다.

## 같이 보기
- 시각 예술
- 공연 예술